# Michael Föll

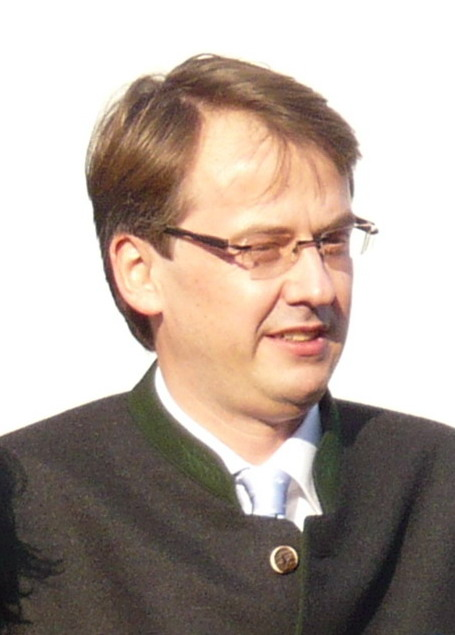
Michael Föll (2008)

Michael Föll (* 20. Mai 1965 in Stuttgart-Bad Cannstatt) war als politischer Beamter Amtschef  im Ministerium für Kultus, Jugend und Sport Baden-Württemberg.  Er war ein deutscher Eiskunstlauf-Funktionär und baden-württembergischer Landes- und Kommunal-Politiker (CDU).

## Ausbildung
1984 Abitur am Gottlieb-Daimler-Gymnasium in Stuttgart-Bad Cannstatt, Wehrdienst, Berufsausbildung zum Bankkaufmann

## Politische Laufbahn
1989 wurde Föll zum Stadtrat von Stuttgart gewählt, mit einer Wiederwahl 1994 und 1999. In den Jahren 1992 bis 1996 war er zudem Vorsitzender der Jungen Union Stuttgart. Von 1998 bis 2003 war er Vorsitzender der Stuttgarter CDU Gemeinderatsfraktion. Ab 2004 war er als Nachfolger von Klaus Lang Erster Bürgermeister und Stellvertreter des Oberbürgermeisters der Landeshauptstadt Stuttgart. Zudem war er für Finanzen, Wirtschaft und Beteiligungen zuständig. Ab Mitte 2016 war er zusätzlich für die Krankenhäuser verantwortlich. Er hatte über zehn Aufsichtsratssitze an Beteiligungen der Stadt Stuttgart inne. Föll wechselte im März 2019 als Ministerialdirektor und Amtschef in das Ministerium für Kultus, Jugend und Sport Baden-Württemberg. Er folgte in diesem Amt Gerda Windey nach. Im Amt des Ersten Bürgermeisters von Stuttgart folgte ihm Fabian Mayer nach. Im Mai 2021 endete Fölls Tätigkeit als Amtschef im baden-württembergischen Kultusministerium, nachdem Daniel Hager-Mann zum neuen Amtschef berufen worden war.
Föll unterstützt das Bahnprojekt Stuttgart 21.
Vom 13. April 2006 bis zum 30. September 2008 war er Mitglied des Landtags von Baden-Württemberg für den Wahlkreis Stuttgart IV. Er legte sein Mandat aus Zeitgründen nieder, da er das Amt des Kreisvorsitzenden anstrebte. Für ihn rückte Ilse Unold in den Landtag nach. Im Oktober 2008 wurde Föll zum Kreisvorsitzenden der Stuttgarter CDU gewählt. Nachdem die CDU bei der Landtagswahl im März 2011 drei von vier Landtagsmandaten verloren hatte, kündigte er seinen Rücktritt an. Zu seinem Nachfolger wurde Stefan Kaufmann am 20. Mai 2011 gewählt.

## Kontroversen

### Wahl zum Finanzbürgermeister
Nach der Gemeindeordnung für Baden-Württemberg in der seinerzeitigen Fassung hätte Michael Föll mangels einschlägiger Ausbildung nicht zum Finanzbürgermeister gewählt werden können. Der Landtag änderte hierfür die Gemeindeordnung.

### Affäre Fajfr
Michael Föll errang zweimal den deutschen Jugendmeistertitel im Eiskunstlaufen. Auch als Erwachsener blieb er dem Eiskunstlauf als Funktionär verbunden. Im Prozess gegen den damaligen Stuttgarter Eiskunstlauftrainer Karel Fajfr, der 1995 der Misshandlung einer Schutzbefohlenen, des sexuellen Missbrauchs einer Schutzbefohlenen in elf Fällen sowie der Körperverletzung in zwei Fällen schuldig gesprochen wurde, war Michael Föll als damaliger Vorsitzender der TuS Stuttgart Eissport mitangeklagt. Föll, der gegenüber dem Trainer weisungsbefugt war, hatte nach Ansicht des Gerichtes eine Garantenstellung gegenüber den Opfern und war zum Eingreifen verpflichtet. Er kam dieser Verpflichtung jedoch nicht nach und förderte im Gegenteil die „brutale Handlungsweise des Trainers“ dadurch, dass er Diskussionen über die Vorgänge in Vereinssitzungen verhinderte. Er wurde wegen Beihilfe zur Misshandlung Schutzbefohlener zu einer Geldstrafe von 90 Tagessätzen, entsprechend 9000 Mark, verurteilt.
Von 1999 bis 2003 war Föll als Funktionär der Internationalen Eislaufunion tätig.

### Beiratstätigkeit bei Wolff & Müller
Vom 14. Juli bis 10. August 2010 war Michael Föll Beiratsmitglied im Bauunternehmen Wolff & Müller. Das Unternehmen hatte im Mai 2010 den Zuschlag für den, im Rahmen des Projekts „Stuttgart 21“ durchzuführenden, Abriss des Nordflügels des Stuttgarter Hauptbahnhofs erhalten. Projektgegner sahen einen Zusammenhang zwischen der Auftragsvergabe und der Berufung in den Beirat. Föll beendete daraufhin die Beiratstätigkeit „um jedweden Anschein zu vermeiden, dass (er) in (seinem) Amt als Bürgermeister in irgendeiner Weise in einen Interessenkonflikt geraten könnte“.

### ProChrist
Föll ist Kuratoriumsmitglied des evangelikalen Vereins ProChrist, der Massenevangelisationen veranstaltet.
Föll ist Mitglied im Gospel Forum, früher BGG (Biblische Glaubensgemeinde).